# Антонин (Грановский)
Епи́скоп Антони́н (в миру Алекса́ндр Андре́евич Грано́вский; 21 ноября 1865, село Хоришки, Кобелякский уезд, Полтавская губерния, Российская империя — 14 января 1927, Москва, СССР) — один из основателей обновленческого движения, основатель и лидер Союза «Церковное возрождение». В 1922—1923 годах — обновленческий митрополит Московский (с 1923 года именовал себя «Московский и всея Руси»). До 1922 года — епископ Русской православной церкви.

## Биография
Родился 21 ноября 1865 года в селе Хорошки Кобелякского уезда Полтавской губернии в семье псаломщика. В 1881 года окончил Полтавское духовное училище. В 1887 года окончил Полтавскую духовную семинарию. В 1887 года поступил в Киевскую духовную академию. В академии выделялся блестящими успехами в учёбе, особое внимание уделял изучению древних языков, и честолюбием.

### Священник и преподаватель
22 февраля 1890 года принял монашеский постриг с именем Антонин. 25 февраля 1891 года рукоположен во иеродиакона. 17 июня 1891 года рукоположен во иеромонаха.
По окончании академии со степенью кандидата богословия 16 августа 1891 года был оставлен при ней помощником инспектора.
Был известен как выдающийся знаток древних языков, в том числе древнееврейского, классического арабского и др.
С 1892 года — смотритель Московского Донского духовного училища.
На всех должностях отличался экстравагантным поведением и неуживчивым характером, в связи с чем был вынужден часто менять места службы. Митрополит Евлогий (Георгиевский) в своих воспоминаниях рассказывал:

В Донском московском монастыре, где он одно время жил, будучи смотрителем духовного училища, завёл медвежонка; от него монахам житья не было: медведь залезал в трапезную, опустошал горшки с кашей и пр. Но мало этого. Антонин вздумал делать в Новый год визиты в сопровождении медведя. Заехал к управляющему Синодальной конторой, не застал его дома и оставил карточку «Иеромонах Антонин с медведем». Возмущённый сановник пожаловался К. П. Победоносцеву. Началось расследование. Но Антонину многое прощалось за его незаурядные умственные способности.
С 1893 года — смотритель Киево-Подольского духовного училища.
С 1895 года — инспектор Тульской духовной семинарии.
Евлогий (Георгиевский) утверждал об этом периоде следующее:

В этой должности он проявил странное сочетание распущенности и жандармских наклонностей. Завел в семинарии невыносимый режим, держал ее в терроре; глубокой ночью на окраинах города врывался ураганом в квартиры семинаристов, чтобы узнать, все ли ночуют дома, делал обыски в сундуках, дознавался, какие книги они читают, и т. д. И в то же время его келейник устроил в городе что-то предосудительное, вроде «танцкласса», где собиралась молодежь обоего пола. Семинаристы не выдержали и решили с Антонином покончить. Набили пороху в полено — и ему в печку. Но взорвало одну печку: Антонин куда-то ушел обедать, это его спасло. Началось дознание, приехал ревизор, темные дела инспектора раскрылись… Его бы следовало сослать в какой-нибудь глухой монастырь на покаяние, а его назначили преподавателем в Холмскую семинарию

С 1897 года — преподаватель Холмской духовной семинарии.
По воспоминаниям митрополита Евлогия, тогда архимандрита и ректора Холмской семинарии, «чувствовалась в нём что-то трагическое, безысходная духовная мука. Помню, уйдёт вечером к себе и, не зажигая лампы, часами лежит в темноте, а я слышу через стену его громкие стенания: ооо-ох… ооо-ох».
С 1898 года — ректор Благовещенской духовной семинарии в сане архимандрита.
Во время службы в Благовещенске вступил в конфликт с губернатором и, оставив семинарию, уехал в Петербург.
В 1899 году, согласно собственному прошению, переведён на должность старшего члена в Санкт-Петербургский духовно-цензурный комитет. В качестве цензора не только пропускал в печать всё, что поступало на его утверждение, но находил особое наслаждение в том, чтобы ставить свою визу на литературных произведениях, запрещённых гражданской цензурой.
В 1902 году ему присвоена степень магистра богословия за диссертацию «Книга пророка Варуха: Репродукция»). В своей магистерской диссертации для восстановления утраченного еврейского оригинала Книги пророка Варуха, привлёк её тексты как на греческом, сирский-пешито, арабский, коптский, эфиопский, армянский, грузинский и др. Основываясь на некоторых из сохранившихся текстов, предложил свой вариант реконструкции еврейского оригинала. В русской библеистике выводы Антонина не были приняты как окончательные, но их ценность признаётся.
Александр Бенуа дал такую характеристику Антонину во время его службы в Петербурге:

На меня особенно сильное впечатление произвел архимандрит Антонин из Александро-Невской лавры… Поражал громадный рост… прямо-таки демоническое лицо, пронизывающие глаза и чёрная, как смоль, не очень густая борода. Но не менее меня поразило и то, что стал изрекать этот иерей с непонятной откровенностью и прямо-таки цинизмом… Главной темой его беседы было общение полов и греховность этого общения, и вот Антонин не только не вдался в какое-либо превозношение аскетизма, а напротив, вовсе не отрицал неизбежность такого общения и всяких форм его.
Принимал участие в религиозно-философских собраниях в Петербурге в 1901—1903 гг., в которых участвовали многие представители интеллигенции.

### Епископ
С 2 марта 1903 года — епископ Нарвский, викарий Санкт-Петербургской епархии. Был возведён в архиерейский сан по инициативе митрополита Антония (Вадковского), ценившего его за образованность и учёные труды и всячески ему покровительствовавшего.
Придерживался либеральных политических взглядов. В 1905 году состоял членом комиссии по выработке правил о свободе печати, где высказался за полную, ничем не ограниченную свободу печати с совершенным уничтожением всякой цензуры. Левый политик В. Г. Тан вспоминал о поведении епископа Антонина после «кровавого воскресенья» 9 января 1905 года:

После бойни стали собирать деньги для семейств забастовщиков, а попросту на забастовку. Я тоже собирал, съездил заодно в Лавру к о. Антонину. Он сам дал и от других собрал. И даже на листе прописал своим характерным почерком: «от епископа столько-то».
После 17 октября 1905 года (издание Высочайшего манифеста Об усовершенствовании государственного порядка) прекратил произносить при поминовении императора титул «самодержавнейший». Опубликовал в «Новом времени» статью о сочетании законодательной, исполнительной и судебной власти как о земном подобии Божественной Троицы. В том же году под его покровительством сложился «кружок 32-х священников», в который входили сторонники обновленческих реформ в церкви. После поражения революции 1905—1907 гг. за эти действия был уволен 8 февраля 1908 года на покой, а «кружок» распущен.
Проживал в Сергиевой пустыни. Работал над исследованием Книги Притчей, которое не было опубликовано.
С 22 декабря 1913 года — епископ Владикавказский и Моздокский.
5 января 1917 года был уволен на покой по болезни (белокровие). Жил в Москве в Богоявленском монастыре.
Во время Поместного Собора 1917—1918 годов ходил по Москве в рваном подряснике, при встрече со знакомыми жаловался на то, что его забыли, иногда даже ночевал на улице на скамейке.
Как отмечается в книге «Очерки по истории русской церковной смуты», «проживая на покое в Заиконоспасском монастыре (на Никольской), совершая литургию посреди храма, читал евхаристические молитвы вслух, кроил и перекраивал богослужение, изменяя его каждый день». В 1921 году за литургические новшества и прочие вольности Патриарх Тихон запретил его в служении.

### Один из лидеров обновленческого движения
Участвовал в деятельности Комитета помощи голодающим («Помгола») — в этом качестве сблизился с некоторыми видными большевиками, в том числе с Михаилом Калининым. В апреле 1922 года был экспертом на судебном процессе по делу о сопротивлении изъятию церковных ценностей в Москве. Целью экспертизы было выяснить, задевает ли изъятие из церквей священных сосудов религиозное чувство верующих. Категорически заявил, что такое изъятие чувств верующих задевать не должно, так как каноны запрещают лишь использование священных сосудов для личных целей, однако можно и должно продать сосуды в дни национального бедствия, чтобы спасти голодающих. Позднее экспертиза епископа Антонина стала одним из оснований для 11 смертных приговоров по этому делу. Ходатайствовал о помиловании всех осуждённых, однако пятеро из них были расстреляны. Многие верующие считали, что Антонин прямо виновен в гибели осуждённых. Сам он ставил себе в заслугу спасение шестерых осуждённых.
После отстранения в мае 1922 года патриарха Тихона от церковного управления стал одним из лидеров обновленческого движения; был первым архиереем, поддержавшим обновленцев. С мая 1922 до 26 июня 1923 года — председатель Высшего церковного управления, ставшего руководящим органом обновленческого движения.
1 июля 1922 года обновленческое ВЦУ удовлетворил ходатайство Московского обновленческого епархиального управления с разрешением принять поднесённый ему от Московского обновленческого епархиального управления крест на клобук.
В августе 1922 года основал собственную организацию под названием «Союз церковного возрождения», которая конкурировала с другой обновленческой группировкой — «Живой церковью». В циркулярной почто-телеграмме заместителя начальника Секретно-оперативного управления ГПУ Генриха Ягоды и помощника начальника секретного отдела ГПУ Терентия Дерибаса от 4 октября 1922 года содержится указание «отнюдь не поддерживать группу епископа Антонина, которая старается сохранить монашеский институт и углубить религию».
В мае 1923 года председательствовал на обновленческом Церковном соборе, первым из архиереев подписал постановление о лишении патриарха Тихона его сана (патриарх этого решения не признал).
22 июня по требованию Тучкова на заседании Московского епархиального совета деяния Антонина (Грановского) были признаны «предательством и изменой церковному делу». Было постановлено просить обновленческий ВСЦ «уволить его от должности председателя Совета и лишить звания Московского митрополита». 24 июня 1923 года митрополит Антонин (Грановский) был снят с должности председателя ВЦС и заменён митрополитом Евдокимом (Мещерским). Это было вызвано тем, что в планы ОГПУ входило объединение обновленцев и тихоновцев под руководством послушного советской власти епископа.
Подвергал резкой и часто грубой критике деятельность активистов обновленческого движения, выступал против кадровой политики обновленцев. Позднее писал:

Ко времени Собора 1923 года не осталось ни одного пьяницы, ни одного пошляка, который не пролез бы в церковное управление и не покрыл бы себя титулом или митрой. Живоцерковнические и содацевские архиереи не хотели посвящаться в епископы, их производили сразу во второй чин архиепископа. Вся Сибирь покрылась сетью архиепископов, наскочивших на архиерейские кафедры прямо из пьяных дьячков. Наплодилось невероятное количество архиепископов, митрополитов, которым не хватает белого крепу на клобуки. Открылась чудовищная, безудержная, хищная, ненасытная поповская свистопляска, какой-то наградный садизм…

### Глава Союза церковного возрождения
26 октября 1923 года официально отказался от титула митрополита, заявив, что в церкви должны существовать только три степени священнослужителей — епископы, священники и диаконы.
Не довольствуясь этим, епископ Антонин сложил с себя митру, заявив, что больше никогда не будет употреблять этот «суетный знак людского тщеславия». Сложил с себя также архиерейскую мантию, заменив её простой монашеской, и архиерейский саккос, заменив его фелонью. Из знаков архиерейского достоинства он оставил лишь панагию, посох и омофор, как имеющие мистическое, символическое значение. Отменил торжественную церемонию архиерейских встреч и облачения.
Как писали Краснов-Левицкий и Шавров в «Очерках по истории русской церковной смуты», «как он ни отмежевывался потом от обновленцев, как ни ругал и поносил их — он в глазах народа оставался всё-таки обновленцем — и это определило отрицательное и предвзятое отношение к нему масс. Именно благодаря этому Антонин остался в стороне от великого народного движения, охватившего Церковь после освобождения патриарха летом 1923 года». Остался с небольшим количеством приверженцев: несколькими сотнями верующих, объединённых в общину в бывшем Заиконоспасском монастыре, а также небольшими общинами в Ленинграде, Владимирской и Харьковской губерниях. Наиболее крупной общиной Союза церковного возрождения (СЦВ) являлась московская община, группировавшаяся непосредственно вокруг Антонина: двухэтажный храм был всегда наполнен молящимися, и у епископа Антонина было очень много слушателей и почитателей. В Ленинграде возрожденческую общину составляли последователи протоиерея Иоанна Егорова («Община сочетания религии и жизни»), принятые 2 июля 1923 года в СЦВ, и осколки общины Евгения Белкова, принятые в 1925 году. Одно время (в течение полугода) община занимала Спасо-Преображенский собор на Литейном проспекте. В Харькове лидером местного СЦВ был протоиерей Константин Смирнов — по отзыву Краснова-Левитина и Шаврова, «единственный крупный церковный деятель и высокоталантливый человек, примкнувший к Антонину». Во Владимирской епархии к СЦВ примыкало несколько сельских приходов — центром «Возрождения» было волостное село Ворогово, а настоятель вороговской Михаило-Архангельской церкви Василий Лебедев был лидером СЦВ на территории Владимирской епархии.
В 1924 году председательствовал на Первом съезде (соборе) СЦВ.
15 апреля 1924 года патриарх Тихон повторно издал указ о запрещении в священнослужении и предании церковному суду.
Возглавляемый Антонином СЦВ далее всех зашёл по пути литургических нововведений в церкви. Группа епископа Антонина подвергла ревизии православное богослужение, и на определённом этапе в храме СЦВ из алтаря был вынесен даже Святой Престол. Успехом эти скороспелые и часто не всегда последовательные нововведения не пользовались. Как писали Краснов-Левицкий и Шавров в «Очерках по истории русской церковной смуты», «антониновские реформы, осуществлявшиеся для народа, не находили доступа к народному сердцу — а без этого они были ненужным и странным вывертом, отдающим порой балаганом».
К концу своих дней епископ Антонин мучительно ощущал свой отрыв от церковного общения: обновленческий Синод в первом отклике на смерть Антонина утверждал, что якобы в последний год своей жизни епископ Антонин изъявлял согласие на примирение с Синодом при условии сохранения духовной автономии за его общиной и вёл с Синодом об этом переговоры. Такие переговоры велись, видимо, через Константина Смирнова, который в это время с согласия епископа Антонина воссоединился с Синодом и стал профессором обновленческого Ленинградского богословского института. Помимо этого, в конце 1926 года епископ Антонин пытался завязать переговоры с митрополитом Сергием (Страгородским) — своим старым другом. Когда епископ Василий Лебедев был послан владыкой Антонином в Нижний Новгород к митрополиту Сергию, последний был арестован. Тяжёлая болезнь Антонина помешала дальнейшим переговорам. Поддерживал связь с евангельскими христианами-прохановцами. Лежащий на смертном одре Антонин объявил свою волю, взяв обещание от священников, чтобы храм Петра и Павла в Москве предоставляли иногда для богослужебных собраний евангельских христиан. В этом храме Иван Проханов и другие евангельские проповедники неоднократно выступали с проповедями.

### Кончина
В последние годы Антонин тяжело болел; в начале 1927 года решился на операцию. Оказалось, что рак мочевого пузыря распространился на почки. 14 января 1927 года скончался, не примирившись с Церковью и находясь в конфликте с «официальной» обновленческой церковью. Смерть вызвала волну симпатий среди прежних соратников по обновленческому расколу.
Священный синод Православной российской Церкви (обновленческий) 15 января 1927 года постановил:

Принимая во внимание, что бывший митрополит Московский, а ныне усопший епископ Союза Церковного Возрождения Антонин Грановский был выдающимся учёным и апологетом; с честью носил епископское звание в тяжёлые дни Русской Православной Церкви (1905 и 1922 гг.) и перед смертью своей высказал примирение со Священным Синодом и желание восстановить каноническое общение с ним, — запрещение в священнослужении его за смертью считать прекращенным.
Членам Священного Синода и синодальному духовенству разрешить принять участие в отпевании, без евхаристического общения со священнослужителями Союза Церковного Возрождения, как остающимися под запрещением — до их принятия в каноническое ведение Священного Синода.

19 января 1927 года состоялись отпевание и похороны. Надгробное слово произнёс профессор протоиерей Константин Смирнов. Погребён на кладбище Новодевичьего монастыря, за алтарём соборного храма.
После смерти епископа Антонина Союз «Церковное возрождение» возглавил епископ Василий Лебедев, который был арестован в 1928 года — после чего деятельность «Союза» фактически прекратилась. Впоследствии Василий Лебедев принёс покаяние перед митрополитом Сергием (Страгородским).

## Литургическое творчество
Автор собственного текста литургии, которую служил на современном русском языке в 1920-е годы в Заиконоспасском монастыре, будучи главой Союза «Церковное возрождение». А. Э. Краснов-Левитин, в общем, сочувственно относившийся к литургическому творчеству владыки Антонина, так характеризует этот труд:

Литургия смонтирована из древних сирийских литургий, из эфиопской и других древних чинов. Все эти разнородные молитвы, великолепно переведенные Антонином с подлинников, соединены в единое целое и влиты в каноническую форму литургии Иоанна Златоуста. Единство стиля объединяет всю литургию, ни в одном месте не чувствуется интерполяции. Очень интересен также перевод: общепонятность сочетается со строгостью стиля — в отдельных словах сохранены славянские падежные окончания (однако они не режут уха, гармонируют с общим стилем богослужения).

В то же время в книге А. Э. Краснова-Левитина и В. М. Шаврова «Очерки по истории русской церковной смуты» отмечаются и ярко выраженные отрицательные стороны его новаций:

Огромной ошибкой Антонина была так называемая евхаристическая реформа — преподание мирянам евхаристии прямо в руки. И хотя этот способ преподания евхаристии соответствовал древним обычаям, но аргумент, который приводил в его пользу Антонин (гигиенические соображения), оскорблял религиозное чувство, для которого нет и тени сомнения в том, что Христос может своей силой исцелить любого болящего и тем более предохранить любого приходящего к Нему от заразы. Крупной ошибкой Антонина было и уничтожение (в 1924 году) алтаря — престол был выдвинут на солею. Эта реформа тоже не могла быть принята религиозным сознанием, которое привыкло окружать особым благоговением то место, в котором совершается величайшее из таинств. К счастью, сам Антонин практиковал эти формы лишь на протяжении краткого времени, а затем от них отказался, восстановив обычный порядок причащения.

## Публикации
- Киево-Подольская Успенская соборная церковь : Ист.-стат. исслед. студента 4 курса Киев. духов. акад. иеродиакона Антонина. — Киев : тип. Г. Т. Корчак-Новицкого, 1891. — [4], 113 с.
- Книга пророка Варуха : Репродукция. — Санкт-Петербург : тип. Акад. наук, 1902. — X, 422 с.
- Над пролитой кровью (о событиях 9 января 1905 г.) // Русский паломник. — 1905. — № 6. — С. 74—75.
- Книга притчей Соломона: Рус. пер. книги с парал. крит. изд. евр. и греч. текстов : Прил. славян. текст кн. Т. 3 / [Публ. и пер.] Еп. Антонин. — Санкт-Петербург : Синод. тип., 1913. — II, 299 с.
- «Откровение духа» // Живая церковь. 1922. — № 1. — С. 4.
- Союз «Церковное Возрождение» о Тихоне. Единомышленникам и всем ревнителям правды церковной (Разъяснение тихоновского обращения) // Известия. 1923. — № 150 от 7 июля 1923 года. — С. 4.
- О преемственности злобы и благодати // Известия. 1923. — № 215 от 23 сентября 1923. — С. 5.
- Божественная литургия, рецензированная по чинам древних литургий, митрополитом Антонином. — М.: тип. Моск. полиграфич. т-ва, 1923. — 16 с.
  - Божественная Литургия, рецензированная по чинам древних литургий митрополита Антония // Желудков С. Литургические заметки. Переписка, письма, воспоминания. — М., 2018. — С. 287—312.
- Письмо обновленческого епископа Антонина (Грановского) М. И. Калинину. 23 января 1924 г. // Конфессиональная политика советского государства. 1917—1991 гг.: Документы и материалы: в 6 т. Т. 1 : в 4 кн. : 1917—1924 гг. Кн. 4 : Религиозные объединения, духовенство и верующие, общественные организации и граждане о вероисповедной политике советского государства и религиозной ситуации в стране. — М. : Политическая энциклопедия, 2018. — С. 489.